# イカリカーブ
イカリカーブとは、冠動脈インターベンション（PCI)に使われる医療器具で、ガイディングカテーテルの一つの形状。橈骨動脈アプローチ用に伊苅裕二医師により1995年に開発された。その性能から、広く世界中で使用され、標準的なガイディングカテーテル形状の一つとなっている。

## 特徴
当時主流であった大腿動脈アプローチでは、ガイディングカテーテルはよく合うものの、新しい橈骨動脈アプローチでは形状が合わず治療がうまくいかなかった。そこで、橈骨動脈アプローチで冠動脈に挿入しやすく、かつバックアップ力の強いカテーテルの必要性から新規に開発されたのがイカリカーブである。当初は左冠動脈用として開発されたが、後に台湾のWu医師により、右冠動脈にも使え、最適な左右両用カテーテルであることが示された。さらに左冠動脈に対してのカテーテルによる損傷の発生率が著しく低く、安全な器具である。橈骨動脈アプローチで優れていて、かつ左右冠動脈に使用でき、かつ安全性に優れたガイディングカテーテルとして、他のカテーテルの追随を許さない性能である。